# Bischoffia
Bischoffia là một chi bướm đêm thuộc họ Noctuidae.